# Olearia paniculata

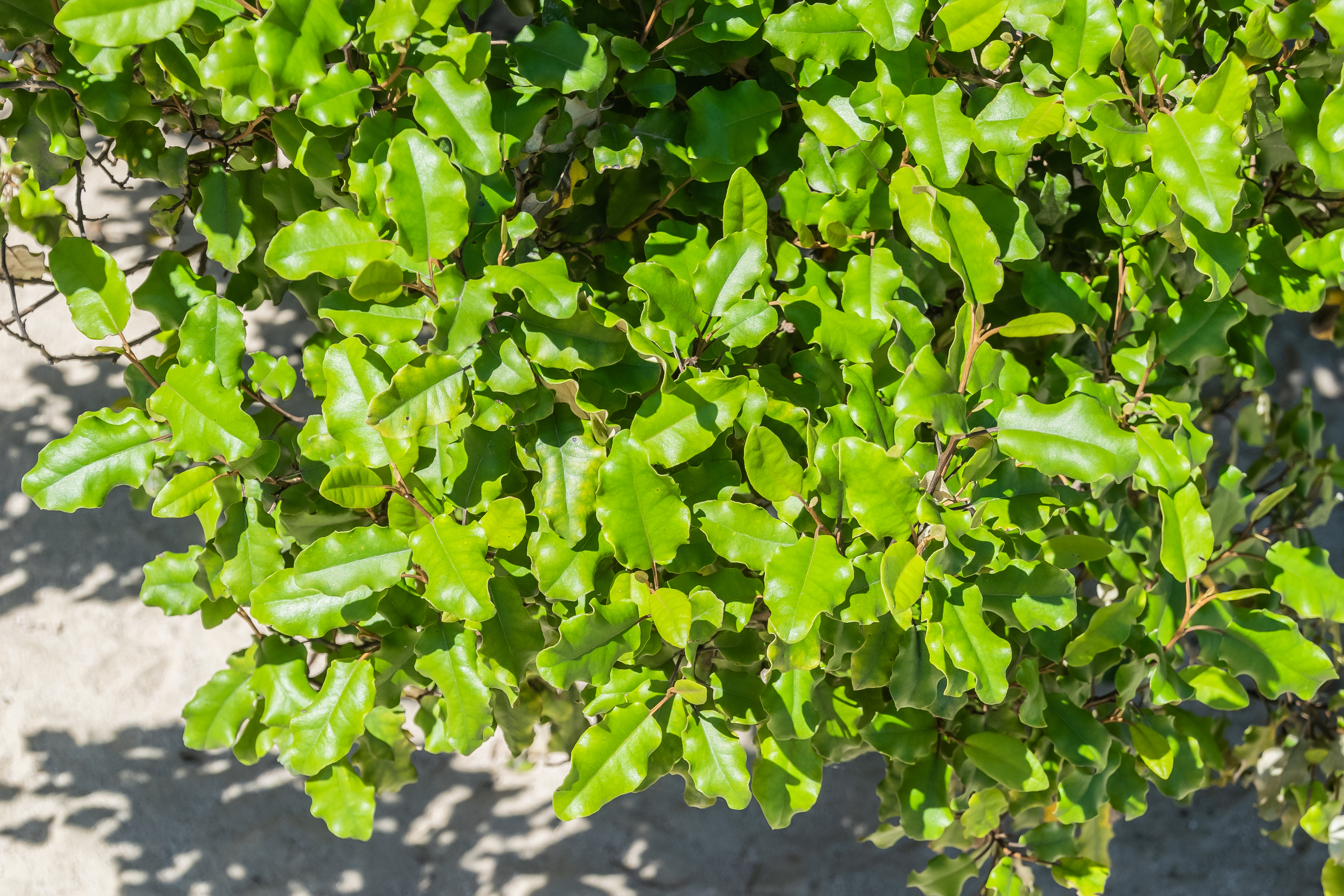
Wellige Blätter

Olearia paniculata (Trivialnamen sind englischsprachig: Akiraho, Golden Akeake und in Māori: Akeake) ist eine Pflanzenart aus der Gattung Olearia innerhalb der Familie der Korbblütler (Asteraceae). Sie ist in Neuseeland beheimatet.

## Beschreibung
Olearia paniculata wächst als immergrüner, reich verzweigter Strauch oder kleiner Baum, der Wuchshöhen von bis über 6 Meter und Stammdurchmesser von 15 bis 60 Zentimeter erreichen kann. Die rissige, fransige und bräunlich-graue Borke ist abblätternd. Die eckigen, gerillten Zweige besitzen eine dicht behaarte Rinde. 
Die wechselständig an den Zweigen angeordneten, ledrigen, meist stumpfen und ganzrandigen, eiförmigen bis elliptischen Laubblätter sind kurz gestielt. Die Blattränder sind oft deutlich gewellt. Die Blattunterseite ist dicht, filzig mit weißen Härchen bedeckt, die Oberseite ist glatt und glänzend.
Die kleinen, einblütigen Blütenkörbe mit einer ledrigen, röhrigen, drüsig-klebrigen, und fast kahlen Hülle stehen in end- oder achselständigen Schirmrispen. Die duftenden, weißen, zwittrigen und seidig behaarten Röhrenblüten erscheinen im  März bis Mai. Die kleinen und behaarten Früchte, Achänen mit Pappus, enthalten einen einzelnen Samen und reifen im April bis Juni. 
Die Chromosomenzahl beträgt 2n = ca. 288.

## Vorkommen, Standortbedingungen in Kultur und Gefährdung
Olearia paniculata ist in Neuseeland auf der Nordinsel südlich des 38. Breitengrades und auf der Südinsel südlich bis Greymouth und Oamaru vom küstennahen Tiefland bis in die subalpine Zone beheimatet.
Olearia paniculata gedeiht auf feuchten, leichten bis schweren, gut entwässerten Böden. Sie toleriert saure, neutrale und basische Böden und kann auch auf stark alkalischem Boden wachsen. Allerdings gedeiht sie am besten auf leichten Lehm oder torfigen Boden. Im Schatten gedeiht sie nicht. Olearia paniculata ist sehr tolerant gegen meeresnahe, salzige und windige Standorte und kann hier als Windbrecher bzw. als Hecke eingesetzt werden. Sie ist nur gegen leichten Frost tolerant. In Großbritannien haben sie sich in milderen, vom maritimen Klima dominierten Gebieten als frosthart erwiesen.
Olearia paniculata ist als „nicht bedroht“ eingestuft.

## Vermehrung in Kultur
Die Vermehrung erfolgt in gemäßigten Breiten durch Aussaat im Gewächshaus in einem leicht feuchten Substrat oder durch Stecklingsvermehrung.

## Taxonomie
Das Basionym Shawia paniculata wurde 1776 in Characteres Generum Plantarum 2: 96 von Johann Reinhold Forster und Johann Georg Adam Forster erstbeschrieben. Die Art wurden dann 1916 (1917) von George Claridge Druce in die Gattung Olearia, als Olearia paniculata, gestellt.
Synonyme für Olearia paniculata (J.R.Forst. & G.Forst.) Druce sind Shawia paniculata J.R.Forst. et G.Forst., Eurybia forsteri Hook.f., Olearia forsteri (Hook.f.) Hook.f., Olearia paniculata (J.R.Forst. & G.Forst.) Druce var. paniculata, Olearia paniculata var. elliptica Kirk, Olearia paniculata var. obtusa Kirk, Olearia paniculata var. viscosa G.Simpson und Olearia uniflora Colenso.